# Дзержинский (Луганская область)
Дзержинский (укр. Дзержинський) / Любимовка (укр. Любимівка) — посёлок, относится к Ровеньковскому городскому совету Луганской области Украины.

## Географическое положение
Соседние населённые пункты: город Ровеньки на западе и северо-западе, посёлки Кленовый на севере, Новодарьевка и Калиновка на северо-востоке, Киселёво на востоке, Иващенко на юго-востоке, Нагольно-Тарасовка, Дарьевка, Марьевка на юге, сёла Новодарьевка, Грибоваха, Благовка и Ульяновка на юго-западе.

## История
28 октября 1938 года Дзержинский рудник получил статус посёлка городского типа.
По переписи 2001 года население составляло 8657 человека.
На 1 января 2013 года численность населения составляла 8691 человек.
С весны 2014 года в составе самопровозглашенной Луганской Народной Республики.
12 мая 2016 года Верховная Рада Украины переименовала посёлок в Любимовку в рамках кампании по декоммунизации на Украине. Переименование не было признано властями самопровозглашенной ЛНР.

## Местный совет
94787, Луганская обл., Ровеньковский городской совет, пгт. Дзержинский, ул. Рылеева, 2